# Giro de Lombardía 1962
El Giro de Lombardía 1962, la 56.ª edición de esta clásica ciclista, se disputó el 20 de octubre de 1962, con un recorrido de 253 km entre Milán y Como. El vencedor final fue el holandés Jo De Roo, que se impuso a su compañero de fuga, el italiano Livio Trapè en la línea de llegada. El también italiano Alcide Cerato acabó tercero. 

## Clasificación final
| Posición | Ciclista        | Equipo                 | Tiempo  |
| -------- | --------------- | ---------------------- | ------- |
| 1        | Jo De Roo       | Saint Raphaël-Helyett) | 7h05'58 |
| 2        | Livio Trapè     | Ghigi                  | s.t.    |
| 3        | Alcide Cerato   | Molteni                | a 51"   |
| 4        | Emile Daems     | Philco                 | s.t.    |
| 5        | Vito Taccone    | Atala-Pirelli          | a 1'57" |
| 6        | Angelo Conterno | Carpano                | a 2'12" |
| 7        | Ercole Baldini  | Ignis                  | a 2'24" |
| 8        | Armand Desmet   | Flandria-Faema-Clément | s.t.    |
| 9        | Jos Hoevenaers  | Philco                 | a 3'37" |
| 10       | Idrio Bui       | Ignis                  | s.t.    |